# Джамиль Мардам-Бей
Джамиль Мардам-Бей (араб. جميل مردم بك‎; 1894, Османская империя — 30 марта 1960, Каир, Объединённая Арабская Республика) — сирийский государственный деятель, дважды занимал пост премьер-министра Сирии (1936—1939 и 1946—1948).

## Биография
Родился в аристократической суннитской семье. Являлся потомком османского государственного деятеля и великого визиря Лалы Мустафы-паши.
Учился в Париже, где в 1911 году был одним из основателей арабского националистического движения Аль-Фатат, ведущей оппозиционной силы в османской Сирии. В 1916 году участвовал в вооружённом восстании Хусейна бен Али против османского владычества. Был приговорён к смертной казни, однако ему удалось сбежать и скрыться. Из Европы он координировал деятельность националистов между политиками в изгнании и сирийским подпольем.
В 1918 году вернулся в Сирию и принял участие в делегации Фейсала I на Парижской мирной конференции, став вскоре заместителя министра иностранных дел. После свержения Фейсала 24 июля 1920 года французские власти приговорили его к смертной казни. Ему снова удалось спастись бегством. Он скрылся в Иерусалиме, на территории британской подмандатной Палестины, и пробыл там до 1921 года ждал, пока в Сирии не была объявлена амнистия.
Вернувшись, он стал членом подпольного движения под руководством Шахбендера. В мае 1922 года французы обвинили и его и Шахбендера в тайных переговорах с посланниками правительства США и в стремлении свергнуть мандат Франции в Сирии. Мандатные власти приговорили Шахбендера к 20 годам лишения свободы и изгнали Мардам-Бея в Европу, где он оставался до тех пор, пока в 1924 году власти не объявили об очередной амнистии. По возвращении в Дамаск он вступил в Народную партию, первую современную партию в период французского мандата в Сирии. Партию возглавил Шахбендер, а финансировал Фейсал I, который к тому времени стал королем Ирака. Партия добивалась прекращения мандата и создания арабского королевства, возглавляемого членом Хашимитской семьи — либо Фейсалом, либо его братом, королем Иордании Абдаллой.
Был активным участником Национально-освободительного восстание в Сирии в 1925—1927 годах под руководством Султана аль-Атраша. После поражения восстания скрылся в Яффе, но был арестован британскими властями и был экстрадирован в мандатную власть в Сирии. В течение одного года был заключён в тюрьму на острове Арвад на сирийском побережье, был освобождён всеобщей амнистией в 1928 году.
В 1927 году выступил одним из основателей Национального блока, ведущего антифранцузского движения в Сирии. Партия состояла из политиков, землевладельцев, торговцев и адвокатов, которые хотели прекратить мандат дипломатическими средствами, а не вооруженным сопротивлением. С 1928 года избирался членом парламента.
В 1932 году он стал министром финансов в кабинете премьер-министра Хакки аль-Азма. В 1936 году помог организовать шестидесятидневную забастовку в Сирии, когда все сирийское общество прекратило всякую деятельность в знак протеста против французской политики. В марте-сентябре 1936 года в Париж для участия в переговорах о независимости была приглашена делегация во главе с Хашимом аль-Атасси, в ее составе был Мардам-Бей, который стал главным архитектором соглашения, гарантировавшего независимость Сирии в течение 25 лет. В обмен на независимость «Национальный блок» согласился предоставить Франции многочисленные политические, экономические и военные привилегии в Сирии и поддержать ее на Ближнем Востоке, если в Европе разразится очередная масштабная война. Блок вернулся в Сирию с триумфом, а Атасси был избран президентом республики. В свою очередь, он предложил Мардам-Бею сформировать правительство.
В декабре 1936 года политик был назначен премьер-министром подмандатной Сирии и оставался на этом посту до февраля 1939 года. В этот период обстроились его отношения с вернувшимся на родину в 1937 году Шахбендером. Бывший политический наставник претендовал на видную роль в общественно-политической жизни Сирии, однако, боявшийся конкуренции, премьер запретил ему создавать политическую партию, а затем поместил Шахбендера под домашний арест. Вскоре французы фактически отказались соблюдать договор 1936 года. Столкнувшись с ростом недовольства в обществе, политик был вынужден подать в отставку.
После убийства Шахбендера в июне 1940 его семья обвинила в случившемся Мардам-Бея и его сподвижников. Обвинения были поддержаны новым главой государства Бахидж-беем аль-Хатибом. Бывший премьер был вынужден бежать в Ирак, властями которого ему было предоставлено политическое убежище. Он был судим заочно, но признан невиновным и вернулся в Сирию в 1941 году.
В 1943 году об объединился с лидером Национального блока Шукри аль-Куатли на выборах в парламент. После избрания аль-Куватли президентом в августе 1943 года он назначил своего союзника министром иностранных дел в кабинете Саадаллаха аль-Джабири. В ноябре 1944 года последовало его назначение министром иностранных дел, экономики, обороны и заместителем премьер-министра в кабинете Фариса аль-Хури. Эти должности он занимал до августа 1945 года. Как глава МИД он вёл дипломатические переговоры с французами и пытался заключить договор, аналогичный тому, что был подписан в 1936 году и гарантировал независимость Сирии. На этот раз, однако, он отказывался предоставить французам какие-либо привилегии в Сирии.
29 мая 1945 года французский генерал Шарль де Голль приказал совершить воздушный налёт на Дамаск и потребовал арестовать аль-Куатли, исполняющего обязанности премьер-министра Джамиля Мардам-Бея и спикера парламента Саадаллаха аль-Джабири. Они были обвинены в том, что мешали интересам Франции на Ближнем Востоке. В авиабилете на Дамаск французы уничтожили сирийский парламент и министерство обороны. Французские войска напали на частный офис Маршам-Бея, конфисковали все официальные документы и сожгли офис.

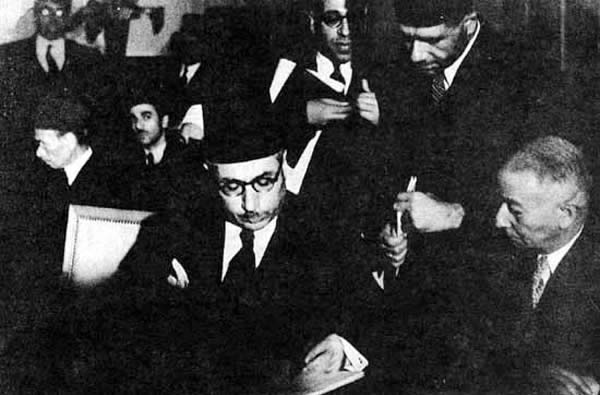
Министр иностранных дел Джамиль Мардам-Бей подписывает соглашения об эвакуации французских сил из Сирии (1946)

17 апреля 1946 года, когда Сирия получила независимость, Мардам-Бей начал готовиться к предстоящим выборам и намеревался баллотироваться на пост президента. В попытке ограничить его влияние аль-Куатли назначил его послом в Египте, а затем Саудовской Аравии. Однако после скоропостижной смерти премьер-министра аль-Джабирм в декабре 1946 года и образовавшегося вследствие этого политического вакуума, президент был вынужден поручить Мардам-Бею сформировать кабинет министров. На этой должности он совмещал также посты министра иностранных дел и здравоохранения, а с конца мая 1948 года также занял должность министра обороны.
Поражение в Арабо-израильская войне (1947—1949) подорвало авторитет политика среди консерваторов, которые обвинили его в неудовлетворительной организации боевых действий. Оппозиция даже обвинила премьера в том, что он нажился за счёт армии, в частности, в приобретении оружия по завышенным ценам. Одновременно испортились его отношения с военными, когда он попытался отправить в отставку начальника генерального штаба Хусни аль-Заима. После начала антиправительственных беспорядков он объявил военное положение, назначил себя военным губернатором и арестовал ряд своих видных критиков. Затем он приказал армии навести порядок на улицах, в результате были арестованы многие демонстранты, вышедшие на улицы Дамаска и Алеппо. Однако под давлением президента в конце августа 1948 года он принял решение об отставке.
Последующие годы он провел между Египтом и Саудовской Аравией, проживая в добровольной ссылке. Он был почетным гостем дворов королей Фарука и Абдул-Азиза. Затем он подружился с офицерами, пришедшими к власти в Каире в июле 1952 года, а также старшими членами королевской семьи Саудовской Аравии. В 1955 году президент Гамаль Абдель Насер попросил Мардам-Бея баллотироваться на пост президента в Сирии, заявив, что Каир поддержит его кандидатуру, однако тот отклонил это предложение по состоянию здоровья.
Его двоюродный брат, Халиль Мардам-бей, был поэтом и композитором, автором сирийского государственного гимна.